# Alexandre Millerand
Alexandre Millerand (Párizs, 1859. február 10. – Versailles, 1943. április 7.) francia jogász, államfő, a Harmadik Köztársaság 54. miniszterelnöke volt. Elnökként, alkotmánymódosítással akarta elérni az elnöki jogkör kiterjesztését. Az ő miniszterelnöksége alatt íratták alá a magyar féllel a trianoni békeszerződést. Millerand kísérőlevele, amely sok illúzióra, félreértésre és félremagyarázásra adott okot, felcsillantotta az ultimátumszerű békeszerződés esetleges revíziójának lehetőségét.

## Élete
Alexandre Millerand 1859. február 10-én született Párizsban. Jogi tanulmányokat végzett, majd 1885-ben szocialista politikusként a képviselőház tagjává választották. Hamarosan a szocialista baloldal vezető egyénisége lett és 1896-ig a baloldali La Petite République szerkesztője volt. 1899-ben kereskedelmi miniszterként René Waldeck-Rousseau kormányának tagja lett és kereskedelmen, a kereskedelmi hajózáson, az oktatási költségeken, a postarendszeren és a munkásosztály életkörülményein igyekezett javítani.
1909-ben Aristide Briand első kormányának közmunkaügyi minisztere lett. Elsőként az állami vasutat szervezte újjá. 1910 októberében Briand miniszterelnökkel együtt bevetette a katonaságot a vasúti sztrájk elfojtása céljából. 1912-ben Raymond Poincaré miniszterelnöksége alatt kinevezték hadügyminiszternek. Ebben a tisztségben újjászervezte a katonai felsővezetést és a katonai repülésnek meghatározott státuszt adott. A hadügyminiszteri pozíciót René Viviani kormányzása alatt is megtartotta, egészen az 1915 októberében bekövetkező lemondásáig. 1918-ban Szellemi és Politikai Tudományok Akadémiájának tagjává választották.
1920 januárjában, Georges Clemenceau lemondása után Millerand alakított kormányt, amelyben egyszerre volt miniszterelnök és külügyminiszter is. Legfőbb feladata a versailles-i békeszerződés betartatása volt. 1920 májusában megakadályozta a sztrájkok formájában jelentkező forradalmi szerveződések létrejöttét. Emellett fegyverszállítmányokat küldött a lengyel félnek a lengyel–szovjet háborúban. 1920 szeptemberében Paul Deschanel elnök egészségügyi okokból lemondásra kényszerült. Utódja Millerand lett, aki ekkor a mérsékelt jobboldali Bloc National nevű koalíció vezetője volt.
Millerand már a jelöltsége idején sem titkolta, hogy az alkotmány módosításával ki akarja terjeszteni az elnöki jogkört. Ezen elképzelése miatt azonban ellentétbe került a radikális és szocialista többséggel, amely Cartel des Gauches néven sikeresnek bizonyult az 1924 májusi választásokon. A baloldali többség keményen bírálta az új elnököt, mivel ő nyíltan a konzervatívokat támogatta. Ennek következtében nem sikerült kormányt alakítania és lemondásra kényszerült. 1927-től 1940-ig másodlagos szerepet játszott a francia szenátusban. Jelentősebb, publikált művei közé tartozik a Le Socialisme réformiste (1903) és a Pour la défense nationale (1913). 1943. április 7-én hunyt el Versailles-ban.

## Szerepe a trianoni békeszerződésben
Az első világháborút Magyarország vesztesként fejezte be. Az antant a háborút követően a Magyar Királyság feldarabolása mellett döntött. Millerand miniszterelnök 1920 februárjában való hatalomra jutása után a magyar-francia kapcsolatok némileg javultak. Millerand a tervezett trianoni békeszerződés ellensúlyozására gazdasági és politikai támogatást kívánt nyújtani Magyarországnak, mivel felfogta, hogy enélkül elképzelhetetlen a térség stabilitása. A magyar területi veszteségeket illetően azonban végül hajthatatlan maradt.
Az ultimátumszerű békeszerződést kísérőlevelekkel adták át. A magyar félnek 1920. május 6-án átadott, Millerand által aláírt kísérőlevél elvi fejtegetéseket is tartalmazott és sok illúzióra, félreértésre és félremagyarázásra adott okot. A trianoni rendezés igazságtalansága nyilvánvaló volt az antant előtt is, hiszen a sokat hangoztatott népek önrendelkezése szerinti felosztást (etnikai elv) a magyar félnél teljesen figyelmen kívül hagyták. A dokumentum első fele a magyarság „felelősségéről” beszélt az első világháború kitörését illetően, ugyanakkor a levélben kilátásba helyezték a későbbi határ-kiigazítási lehetőségeket. Ezzel felcsillantották a magyar fél előtt egy esetleges revízió lehetőségét, amely megkönnyítette a trianoni békeszerződés ratifikálását.

## Kapcsolódó szócikk
- Franciaország miniszterelnökeinek listája

| Elődje: Georges Clemenceau | Franciaország kormányfője 1920. január 20. – 1920. szeptember 23. | Utódja: Georges Leygues |

| Elődje: Paul Deschanel | A Francia Köztársaság elnöke 1920. szeptember 23. – 1924. június 11. | Utódja: Gaston Doumergue |